# Lespinasse
Lespinasse är en kommun i departementet Haute-Garonne i regionen Occitanien i södra Frankrike. Kommunen ligger i kantonen Fronton som tillhör arrondissementet Toulouse. År 2022 hade Lespinasse 3 032 invånare.

## Befolkningsutveckling
Antalet invånare i kommunen Lespinasse
Referens:INSEE